# Deir Sunbul
Deir Sunbul (tiếng Ả Rập: دير سنبل) là một ngôi làng Syria nằm ở phó huyện Qalaat al-Madiq thuộc huyện Al-Suqaylabiyah, Hama. Theo Cục Thống kê Trung ương Syria (CBS), Deir Sunbul có dân số 1037 người trong cuộc điều tra dân số năm 2004.